# Solaster earlli
Solaster earlli is een zeester uit de familie Solasteridae.
De wetenschappelijke naam van de soort werd in 1879 gepubliceerd door Addison Emery Verrill.